# Національний природний парк «Дністровський каньйон»
Націона́льний приро́дний парк «Дністро́вський каньйо́н» — природоохоронна територія в Україні, в межах Чортківського району Тернопільської області. Парк створений з метою збереження цінних природних та історико-культурних комплексів і об'єктів лісостепової зони в районі середньої течії річки Дністер.
Площа 10829,18 га. Створений 3 лютого 2010. Перебуває у віданні Міністерства охорони навколишнього природного середовища України та Державної служби заповідної справи.

## Історія створення
У 1930 роках на пропозицію вчених-природодослідників у Подністров'ї створені окремі природоохоронні території. Проте систематична й цілеспрямована робота з вивчення та охорони цінних природних об'єктів проведена у 1970—1990 роках. Головним ініціатором такої роботи був заслужений природоохоронець України, член-кореспондент Академії Наук України Микола Петрович Чайковський, який понад 30 років присвятив створенню національного природного парку «Дністровський каньйон». Ще у 1972 році за його ініціативи в Заліщиках відбулася перша міжобласна нарада з питань створення Дністровського державного парку в межах Івано-Франківської, Тернопільської, Чернівецької і Хмельницької областей. Важливим кроком було прийняття у 1977 році Тернопільською обласною радою рішення «Про створення Дністровського державного природного парку і поліпшення туризму в області». У 1984 році (за новою класифікацією) парк переведений у Придністровський державний ландшафтний заказник місцевого значення.
У 1990 р. в межах області створений державний природний ландшафтний парк «Дністровський каньйон» площею 42084 га. У 1998 році групою тернопільських науковців та природоохоронців за ініціативи Миколи Чайковського розроблено попереднє обґрунтування створення національного парку «Дністровський каньйон». Знову порушене питання перед Кабінетом Міністрів. У 2010 р., прийняттям указу Президента України 96/2010 «Про створення національного природного парку „Дністровський каньйон“» від 3 лютого, до території національного природного парку включено 10829,18 га земель, а саме: 7189,65 га земель державної власності, що надаються (у тому числі з вилученням у землекористувачів) національному природному парку в постійне користування, і 3639,53 га земель, що включаються до його території без вилучення.

## Розташування
Дністровський каньйон — найбільший каньйон в Україні та один з найбільших у Європі. Він простягнувся на 250 км, утворюючи кілька десятків меандрів. Тут протікає одна з найкрасивіших річок Європи, друга за величиною в Україні — річка Дністер. Її загальна протяжність 1362 км. Але найкрасивіші береги Дністра — від р. Золота Липа до р. Збруч у межах прорізання Дністром Подільської височини з утворенням каньйоноподібної долини.
Всесвітнім визнанням каньйон Дністра завдячує неповторним геологічним пам'яткам. Різноманітні за походженням скелі пройшли всі геологічні та біологічні епохи, були свідками багатьох еволюційних подій за останні 420 млн років.

## Природні умови

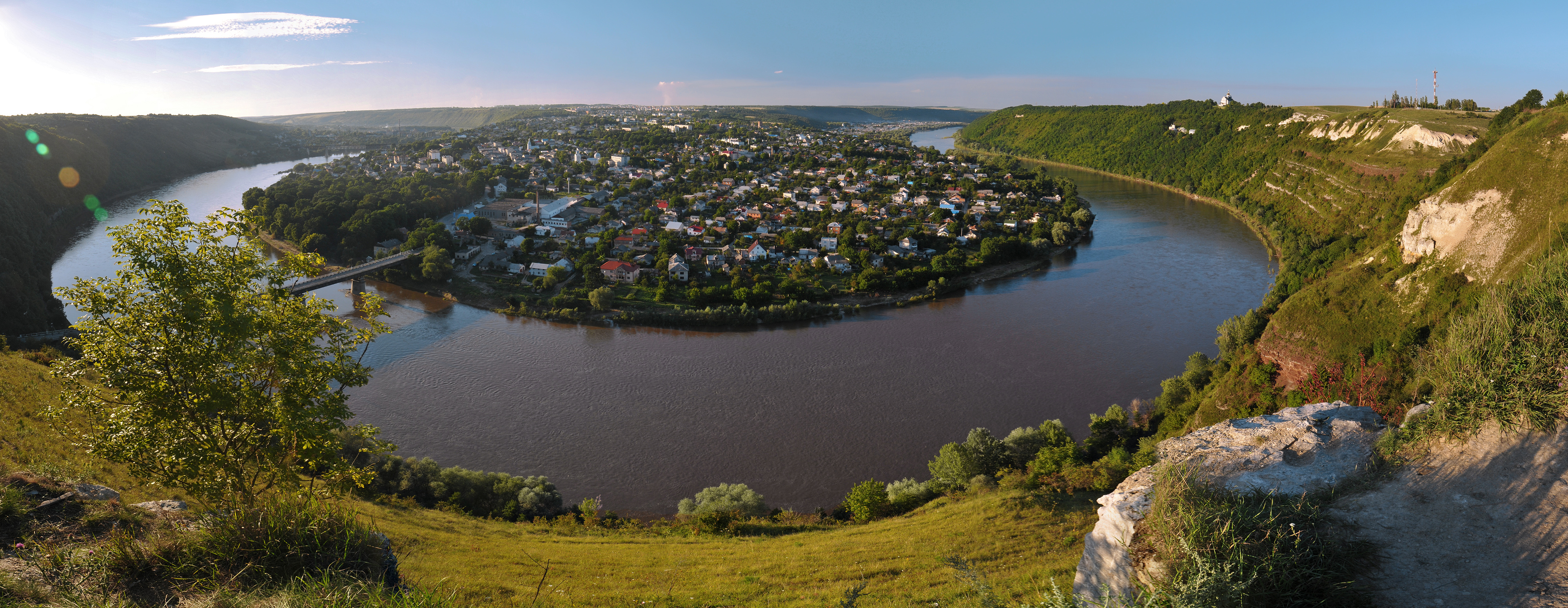
Національний природний парк «Дністровський каньйон»

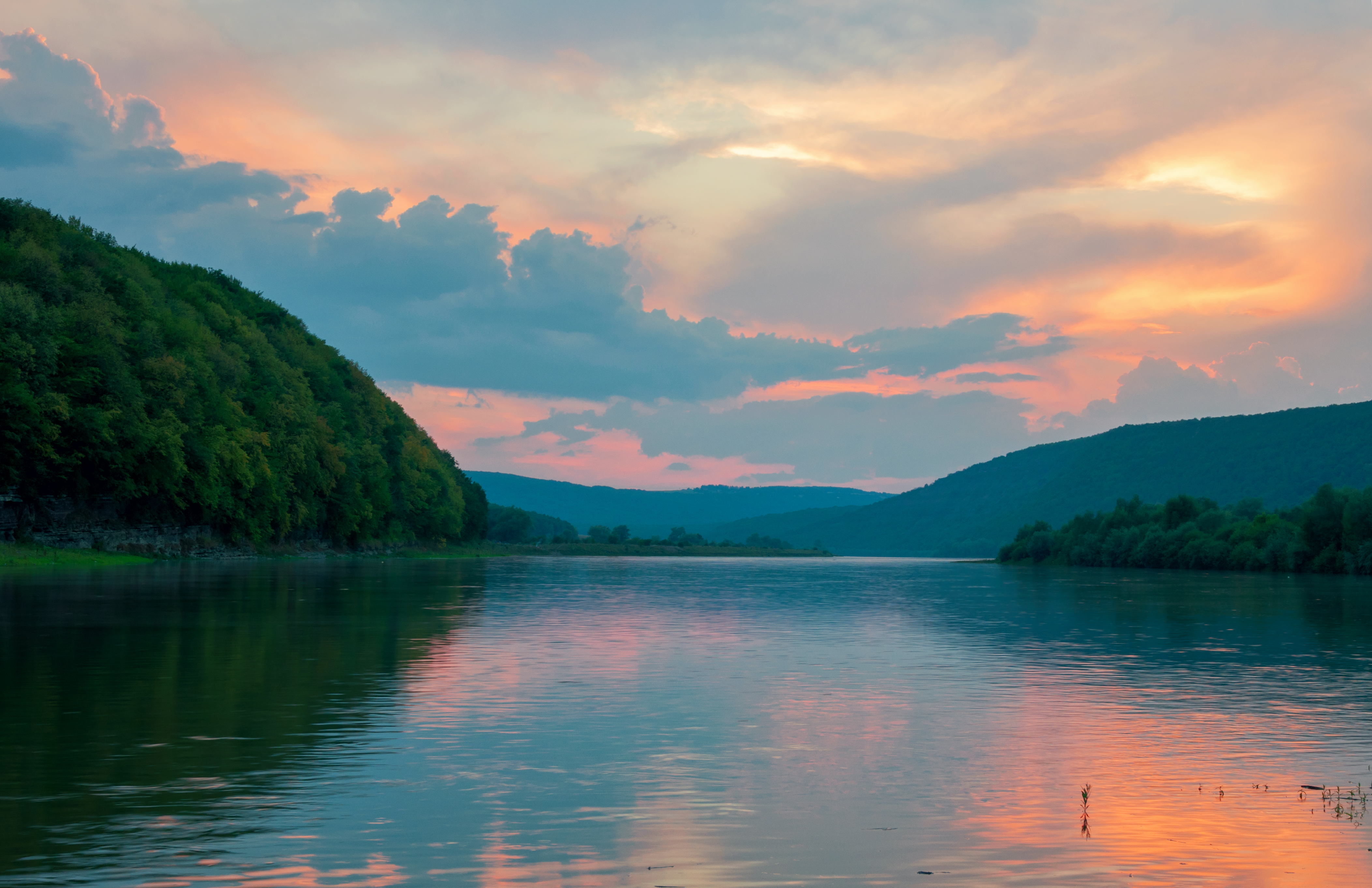
Захід сонця на Дністрі поблизу с. Хмелева

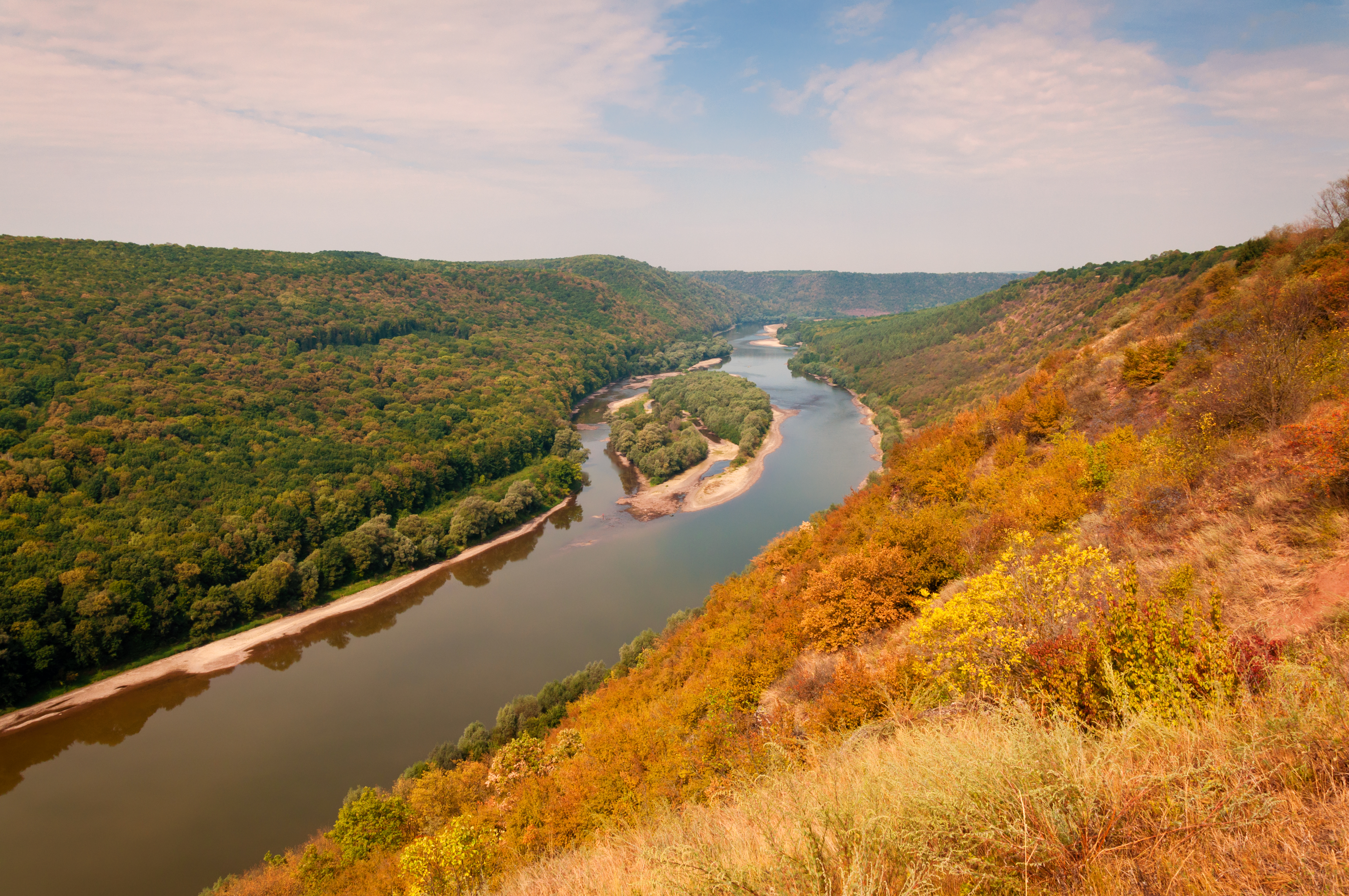
Вид на каньйон і острови поблизу с. Литячі

Дністровський каньйон найцінніший передусім своїми скельними відслоненнями. Ці так звані стінки — пам'ятки природи, подібних яким у світі дуже мало. Більшість із них віднесені до заповідної зони Парку.
Особливою цінністю є травертинові скелі — унікальні за своєю привабливістю, порівняно молоді геологічні утворення з химерними формами, печерами, гротами, навісами, водоспадами, сталагмітами, сталактитовими натічними утвореннями. Часто вони вкриті оксамитовою зеленню мохів та водоростей.
На території Парку (або поруч з ним) відомо близько 50 великих і малих печер. Серед них одні з найдовших у світі: Оптимістична (240,5 км), Озерна (134 км). Підземні лабіринти вражають красою різнобарвних кристалів та різними формами натічних утворень. Деякі з печер у давнину використовувалися для проживання та культових потреб.
На схилах каньйону виходять потужні джерела чистої води, що живлять струмки, які каскадами водоспадів збігають вниз до Дністра, Стрипи, Джурина. На річці Джурин розташований найвищий рівнинний водоспад України — Червоногородський водоспад (висота 16 м, 3 каскади).
Круті скелясті або заліснені береги та мальовничі острови є місцем зростання великої кількості рідкісних рослин. На річкових схилах збереглася реліктова лісова, наскельна та лучно-степова рослинність. Багато видів рідкісних та цінних рослин перебувають під охороною.
Цікавий та різноманітний тваринний світ Дністровського каньйону: на скелях знаходять притулок безліч птахів. Через важкодоступність схилів він досі маловивчений.
Теплий клімат у каньйоні відрізняє цю місцевість від інших територій Західної України. Стіни каньйону затримують сонячне тепло, захищають від холодних вітрів. Навесні все розцвітає на 2—3 тижні раніше, ніж на сусідніх територіях.

### Флора

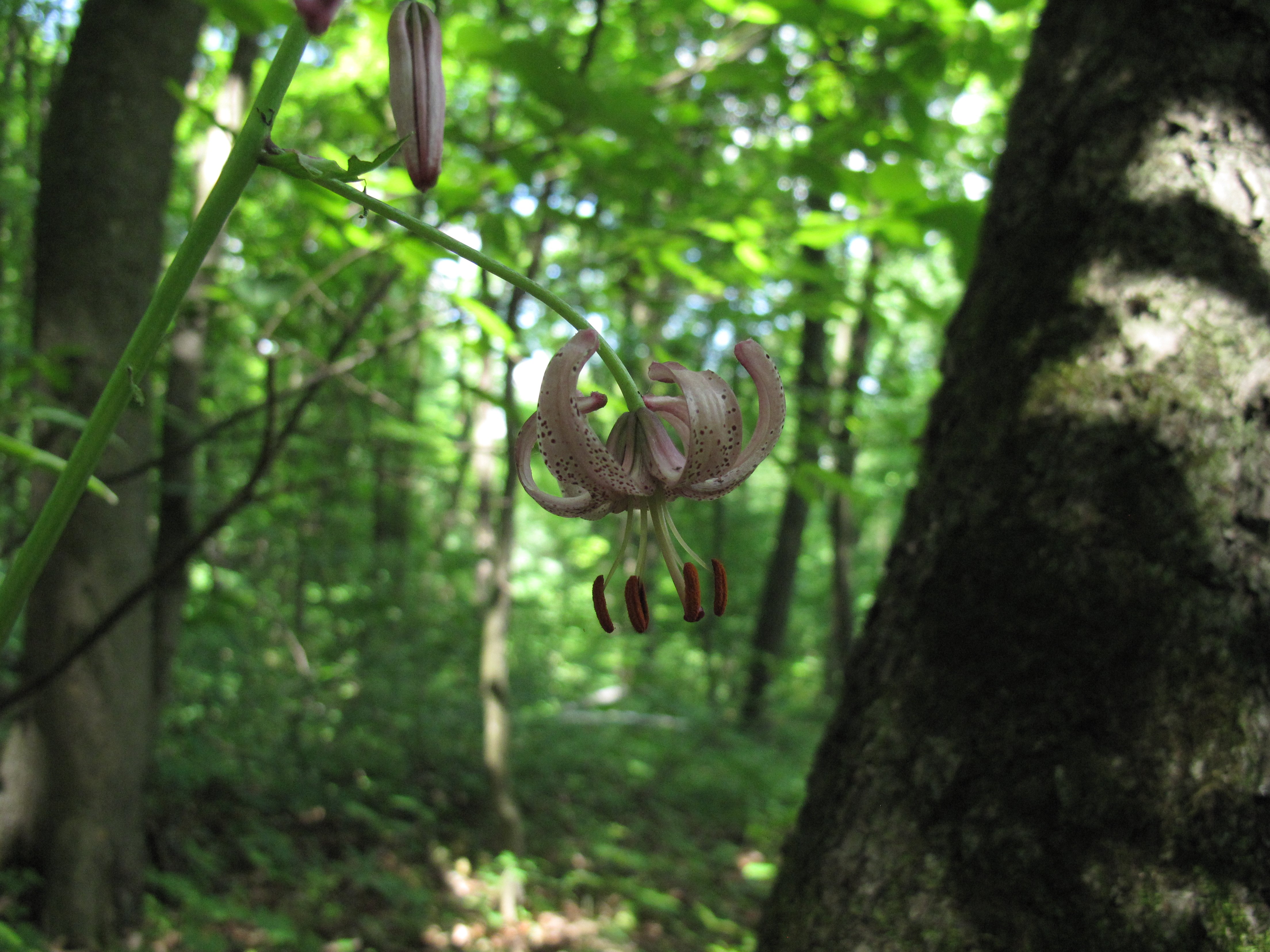
Lilium martagon L.

Високі ліві береги річки вкриті рідкісною рослинністю, що за своєю різноманітністю перевершує Кременецькі гори і Подільські Товтри.
Багатими на рослинність є схили каньйону, прибережні луки та поля. Серед рослин є багато реліктових, ендемічних та рідкісних видів, таких як, наприклад, лілія лісова, горицвіт, первоцвіт, ромашка лікарська, молодило руське, ефедра двоколоса, ясенець білий, мигдаль степовий, цибуля круглонога, зіновать подільська, таволга польська, клокичка периста, ковили волосиста, пірчаста, периста та  вузьколиста, сни великий і чорніючий та ін. Також на території парку зустрічаються рослинні угруповання, занесені до Зеленої книги України, наприклад, формації ковил волосистої, вузьколистої та пірчастої, асоціації скельно-дубових лісів. Значна кількість цих рослин занесена до Червоної книги України.

### Фауна
Різноманітним є тваринний світ каньйону. У лісах водяться козулі, зайці, борсуки, лисиці, дикі свині, вивірки та інші тварини. На кам'яних схилах і в чагарниках живуть ящірки, мідянки, гадюки, вужі.

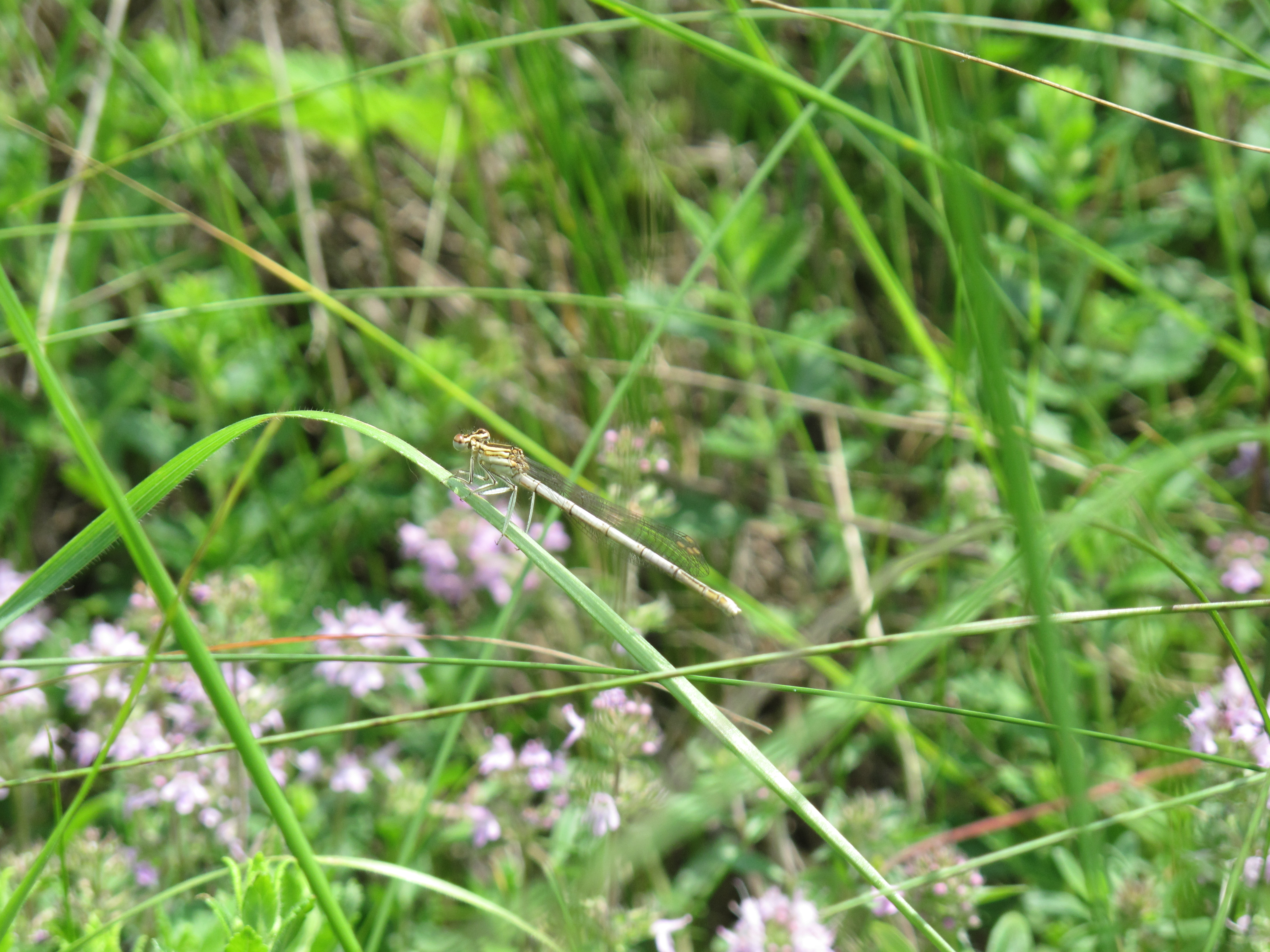
Platycnemis pennipes (Pallas)

Десятки видів птахів освоїлись у лісах, луках, річкових заплавах і на схилах стрімких пагорбів (зозулі, соловейки, дятли, ластівки, крижні і гуси, мартини, сірі та білі чаплі, чорні лелеки, круки, яструби, шуліки тощо).
У річці Дністер є 40 видів риб: короп, підуст, окунь, сом, марена, лящ, судак, щука, верховодка та багато інших. Велика кількість жаб і раків свідчать про допустиму екологічну чистоту дністровської води. Порівняно з іншими великими річками, Дністер вважається однією з найчистіших річок Європи.
На території парку зустрічається багато рідкісних та зникаючих видів комах, понад 50 з яких занесені до Червоної книги України. Серед цих видів: красуня-діва, дозорець-імператор, кордулегастер кільчастий, кошеніль польська, пахучий і волохатий стафіліни, жук-самітник, вусачі великий, дубовий, західний та мускусний, земляний хрестоносець, махаон, аполлон, мнемозина, бражник мертва голова та багато інших.

### Території природно-заповідного фонду у складі НПП «Дністровський каньйон»
Нерідко, оголошенню національного парку або заповідника передує створення одного або кількох об'єктів природно-заповідного фонду місцевого значення. В результаті, великий НПП фактично поглинає раніше створені ПЗФ. Проте їхній статус зазвичай зберігають.
До складу території національного природного парку «Дністровський каньйон» входять такі об'єкти ПЗФ України:
- Заказники загальнодержавного значення
  - «Касперівський», ландшафтний
  - «Обіжевський», ботанічний
  - «Жижавський», ботанічний
  - «Урочище Криве», ботанічний
- Пам'ятки природи загальнодержавного значення
  - «Урочище Трубчин», комплексна
  - «Печера Оптимістична», геологічна
  - «Печера Озерна», геологічна
  - «Печера Кришталева», геологічна
  - «Печера Вертеба», геологічна
  - «Печера Ювілейна», геологічна
  - «Урочище Глоди», ботанічна
- Парк-пам'ятка садово-паркового мистецтва
  - «Більче-Золотецький парк»
- Заказники місцевого значення
  - «Урочище Вівошів», ботанічний
- Заказник місцевого значення
  - «Касперівсько-Городоцький», іхтіологічний
  - «Городоцько-Добрівлянський», іхтіологічний
- Пам'ятки природи місцевого значення
  - «Космиринська травертинова скеля», комплексна
  - «Печера Жолоби», геологічна
  - «Скелі семи джерел», геологічна
  - «Силурійські відклади в Окопах», геологічна
  - «Дзвенигородське відслонення силуру», геологічна
  - «Силурійсько-девонські відклади в Дністровому», геологічна
  - «Іване-Золотецький розріз нижнього девону», геологічна
  - «Устецький розріз нижнього девону», геологічна
  - «Відслонення п'ятої тераси Дністра», геологічна
  - «Відслонення шостої тераси Дністра», геологічна
  - «Відслонення силуру в Трубчині», геологічна
  - «Худиківське відслонення нижньокрейдових відкладів», геологічна
  - «Рівна скеля», геологічна
  - «Дністровські феномени», геологічна
  - «Касперівські скелі», геологічна
  - «Сеноманські богатирі», геологічна
  - «Дорогичівські скелі», геологічна
  - «Монастирська скеля», геологічна
  - «Каскад русилівських водоспадів», гідрологічна
  - «Сокілецькі водоспади», гідрологічна
  - «Вістрянська діброва», ботанічна
  - «Горіх чорний (ділянка № 3)», ботанічна
  - «Горіх чорний (ділянка № 4)», ботанічна
  - «Берекова діброва в Шутроминцях», ботанічна
  - «Сосна чорна коропецька № 1», ботанічна
  - «Сосна чорна коропецька № 2», ботанічна
  - «Дорогичівські дуби», ботанічна
  - «Шутроминські дуби», ботанічна
  - «Дзвенигородська степова ділянка № 1», ботанічна
  - «Дзвенигородська степова ділянка № 2», ботанічна
  - «Берем'янська наскельно-степова ділянка», ботанічна
  - «Синьківська кострицева степова ділянка», ботанічна
  - «Зозулинська степова ділянка № 1», ботанічна
  - «Зозулинська степова ділянка №2», ботанічна
  - «Деренівська стінка», ботанічна
  - «Стінка-Криве», ботанічна
  - «Стінка Городок-Костільники», ботанічна
  - «Устечківська ділянка», ботанічна
  - «Хмелівська ділянка», ботанічна
  - «Сокілецька колонія чапель», зоологічна

## Рекреаційне та освітнє значення

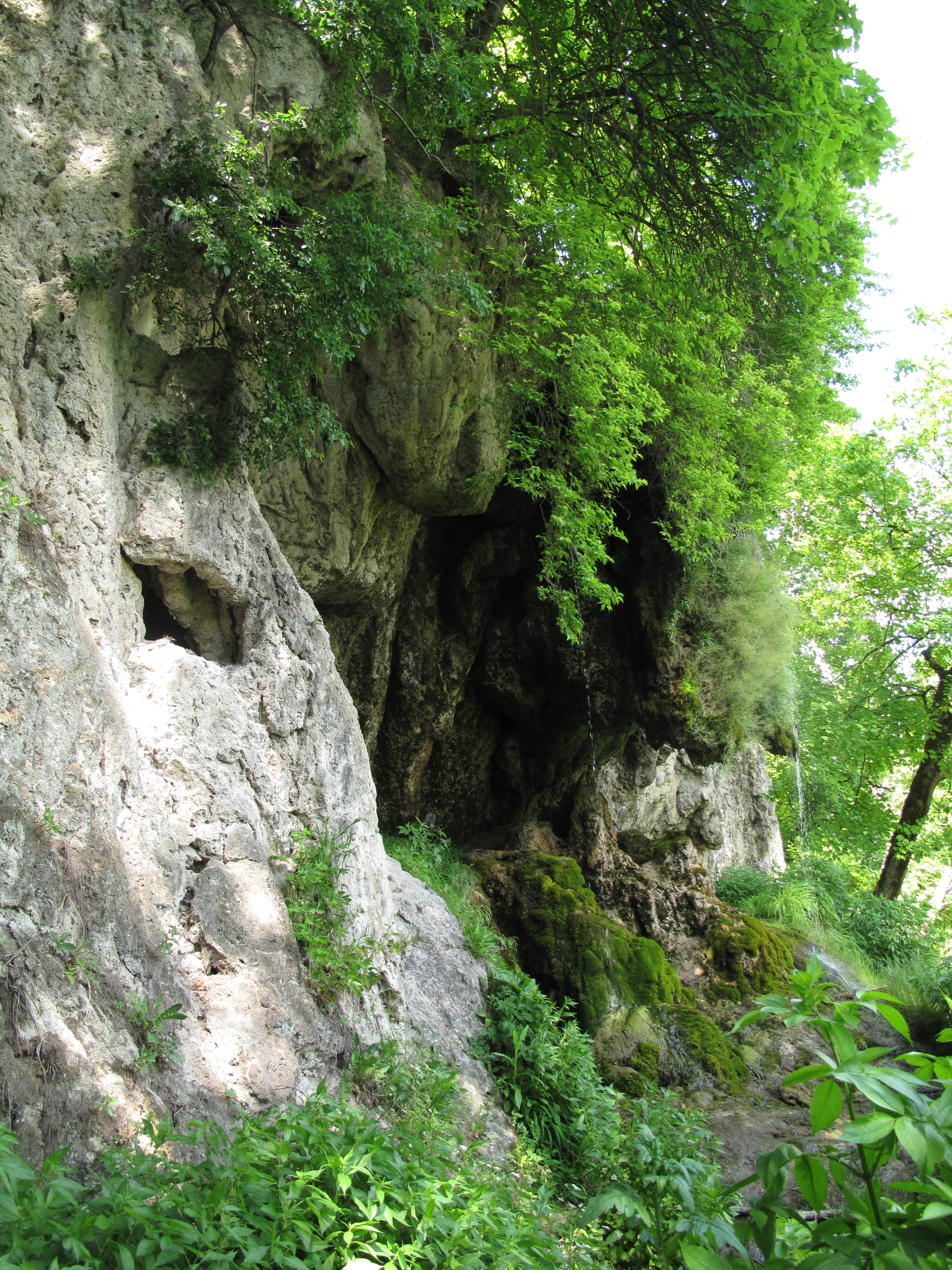
Водоспад «Дівочі сльози»

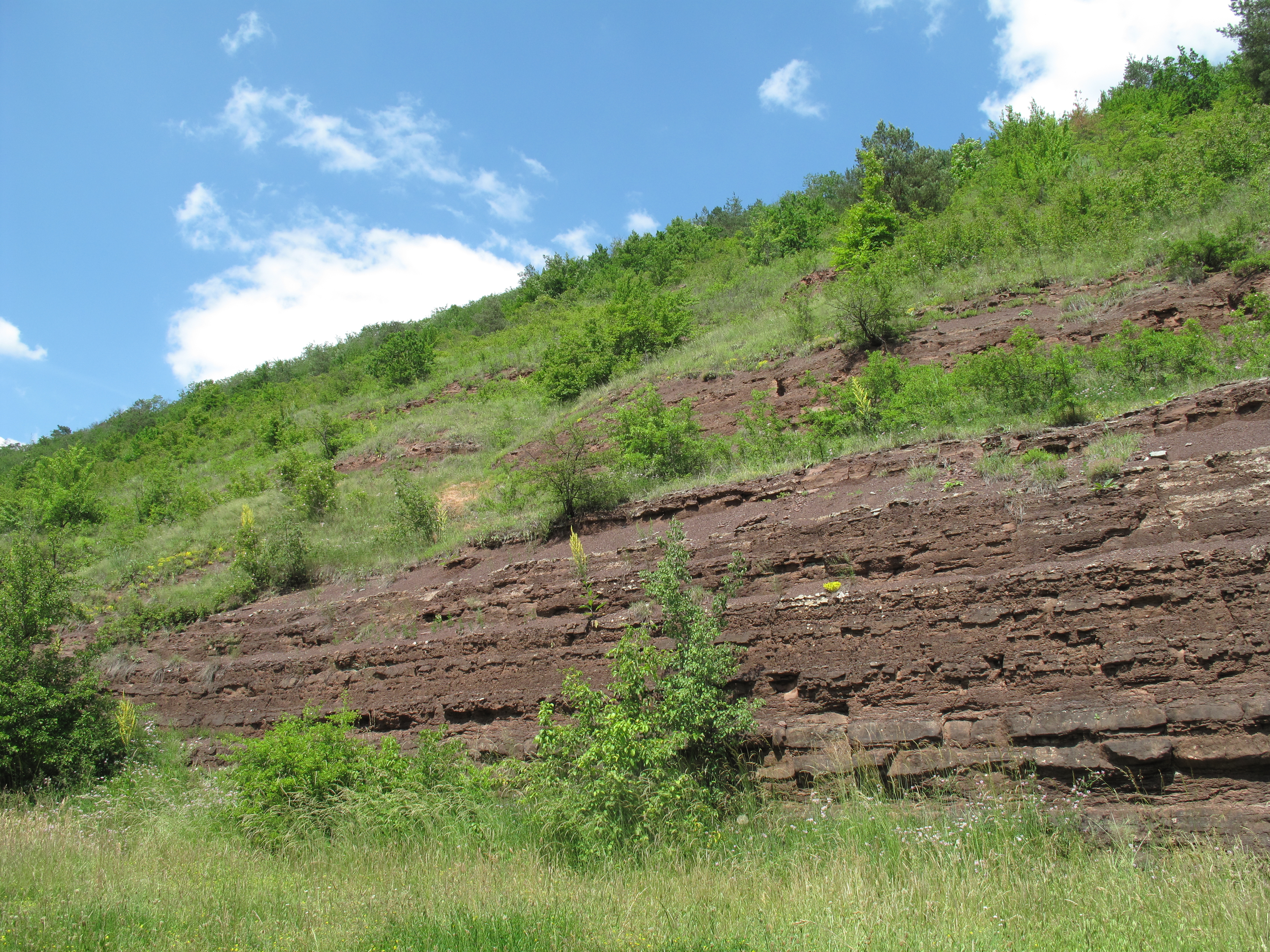
Червоні пісковики (Девон)

Національний природний парк «Дністровський каньйон» має багато принад для шанувальників екологічного та активного туризму. У парку розроблені туристичні екологічні стежки, як наприклад, «Фарикова криничка», що прокладена через урочище Глоди (біля села Колодрібка), та маршрут «Устечко—Червоне—Нирків», на якому можна побачити рідкісних представників флори та фауни Придністер'я, а також цікаві історичні пам'ятки. В урочищі «Пустельня» можна побачити водоспад Дівочі сльози, «Грот Пустельника», попити цілющої води з джерела святої Анни, зайти під цівково-краплинний водоспад «Дівочі сльози». В урочищі «Червоне» можна подивитись на величні руїни Червоногородського замку, залишки костелу Вознесіння Діви Марії, а також найбільший рівнинний водоспад України — Джуринський.
На території парку знаходяться найдовші в світі печери в гіпсових породах: Оптимістична (233 км), Озерна (134 км). Також цікавим для відвідування є найстаріший в Україні ранньохристиянський печерний храм.
Парк може слугувати підручником з геології, адже на його території можна побачити силурійські та девонські відслонення, унікальні травертинові скелі.

## Виноски
1. ↑  Пристрасний захисник природи // Національний природний парк «Дністровський каньйон».
2. ↑  Указ Президента України від 3 лютого 2010 року № 96/2010 «Про створення національного природного парку «Дністровський каньйон»»
3. 1 2  П'ятківський І. «Дністровський каньйон» // Тернопільський енциклопедичний словник : у 4 т. / редкол.: Г. Яворський та ін. — Тернопіль : Видавничо-поліграфічний комбінат «Збруч», 2004. — Т. 1 : А — Й. — С. 507. — ISBN 966-528-197-6.
4. ↑  "Дністровський каньйон" —  Заліщики — Відпочинок в Карпатах і не тільки — КАРПАТИ.INFO / Західна Україна / Тернопільська область / Заліщицький район / Заліщики / Варто відвідати / "Дністровський каньйон":. www.karpaty.info. Процитовано 1 липня 2016.
5. ↑  Природно-заповідний фонд України — Природно-заповідний фонд України. pzf.menr.gov.ua. Архів оригіналу за 25 червня 2016. Процитовано 1 липня 2016.
6. ↑  Колектив авторів (2015). Каталог «Екологічний туризм та національні природні парки України 2016» [електронна книга] (українська) . «УААЕТ», «АССА». с. 23.